# Ctenitis equestris
Ctenitis equestris är en träjonväxtart som först beskrevs av Kze., och fick sitt nu gällande namn av Ren-Chang Ching. Ctenitis equestris ingår i släktet Ctenitis och familjen Dryopteridaceae. Utöver nominatformen finns också underarten C. e. erosa.